# Teresa Conceição
Teresa Conceição é uma jornalista portuguesa do canal SIC.

## Biografia
Teresa Conceição trabalha no canal SIC, onde é jornalista  desde a fundação do canal. 
Apresenta em parceria com Martim Cabral o programa Ir É o Melhor Remédio, na SIC Notícias.